# ATP Tour 1991
L'edizione 1991 dell'ATP Tour è iniziata il 31 dicembre 1990 con i tornei Wellington Classic e Australian Men's Hardcourt Championships 1991 e si è conclusa il 12 novembre con gli ATP Tour World Championships.
L'ATP Tour è una serie di tornei maschili di tennis organizzati dall'ATP. Questa include i tornei del Grande Slam, la Coppa Davis e la Grand Slam Cup (organizzati in collaborazione con l'International Tennis Federation), i tornei dell'ATP Super 9, dell'ATP Championship Series, della World Team Cup, dell'ATP Tour World Championships e dell'ATP World Series.

## Calendario
Legenda

| Grande Slam             |
| ATP Super 9             |
| ATP Championship Series |
| ATP World Series        |
| Torneo a squadre        |
| Torneo di fine anno     |

### Gennaio
| Settimana         | Torneo | Vincitore                                | Finalista                     | Semifinalisti                      | Eliminati ai quarti                                              |
| ----------------- | --- | ---------------------------------------- | ----------------------------- | ---------------------------------- | ---------------------------------------------------------------- |
| 31 dicembre, 1990 | Wellington Classic 1991 Wellington, Nuova Zelanda 150 000 $ Cemento Singolare - Doppio                     | Richard Fromberg 6-1 6-4 6-4             | Lars Jonsson                  | Christian Bergström Omar Camporese | Dmitrij Poljakov Ramesh Krishnan Thomas Högstedt Andrew Sznajder |
| 31 dicembre, 1990 | Wellington Classic 1991 Wellington, Nuova Zelanda 150 000 $ Cemento Singolare - Doppio                     | Luiz Mattar Nicolás Pereira 4-6 7-6 6-2  | John Letts Jaime Oncins       | Christian Bergström Omar Camporese | Dmitrij Poljakov Ramesh Krishnan Thomas Högstedt Andrew Sznajder |
| 31 dicembre, 1990 | Australian Men's Hardcourt Championships 1991 Adelaide, Australia 150 000 $ Cemento Singolare - Doppio     | Nicklas Kulti 6-3 1-6 6-2                | Michael Stich                 | Magnus Larsson Jim Courier         | Patrik Kühnen Fabrice Santoro Jimmy Arias Martin Sinner          |
| 31 dicembre, 1990 | Australian Men's Hardcourt Championships 1991 Adelaide, Australia 150 000 $ Cemento Singolare - Doppio     | Wayne Ferreira Stefan Kruger 6-4 4-6 6-4 | Paul Haarhuis Mark Koevermans | Magnus Larsson Jim Courier         | Patrik Kühnen Fabrice Santoro Jimmy Arias Martin Sinner          |
| 7 gennaio         | Heineken Open 1991 Auckland, Nuova Zelanda 150 000 $ Cemento Singolare - Doppio                            | Karel Nováček 7–6(5) 7–6(4)              | Jean-Philippe Fleurian        | Luiz Mattar Marián Vajda           | Emilio Sánchez Christian Bergström Lars Jonsson Patrik Kühnen    |
| 7 gennaio         | Heineken Open 1991 Auckland, Nuova Zelanda 150 000 $ Cemento Singolare - Doppio                            | Sergio Casal Emilio Sánchez 4-6 6-3 6-4  | Grant Connell Glenn Michibata | Luiz Mattar Marián Vajda           | Emilio Sánchez Christian Bergström Lars Jonsson Patrik Kühnen    |
| 7 gennaio         | New South Wales Open 1991 Sydney, Australia 225 000 $ Cemento Singolare - Doppio                           | Guy Forget 6-3 6-4                       | Michael Stich                 | Derrick Rostagno Magnus Gustafsson | Martín Jaite Fabrice Santoro Johan Anderson Darren Cahill        |
| 7 gennaio         | New South Wales Open 1991 Sydney, Australia 225 000 $ Cemento Singolare - Doppio                           | Scott Davis David Pate 3-6 6-3 6-2       | Darren Cahill Mark Kratzmann  | Derrick Rostagno Magnus Gustafsson | Martín Jaite Fabrice Santoro Johan Anderson Darren Cahill        |
| 14 gennaio        | Australian Open 1991 Melbourne, Australia Grand Slam 2 023 760 $ Cemento Singolare - Doppio - Doppio misto | Boris Becker 1-6 6-4 6-4 6-4             | Ivan Lendl                    | Stefan Edberg Patrick McEnroe      | Jaime Yzaga Goran Prpić Cristiano Caratti Guy Forget             |
| 14 gennaio        | Australian Open 1991 Melbourne, Australia Grand Slam 2 023 760 $ Cemento Singolare - Doppio - Doppio misto | Scott Davis David Pate 6-7 7-6 6-3 7-5   | Patrick McEnroe David Wheaton | Stefan Edberg Patrick McEnroe      | Jaime Yzaga Goran Prpić Cristiano Caratti Guy Forget             |

### Febbraio
| Settimana   | Torneo | Vincitore                                 | Finalista                      | Semifinalisti                     | Eliminati ai quarti                                              |
| ----------- | --- | ----------------------------------------- | ------------------------------ | --------------------------------- | ---------------------------------------------------------------- |
| 4 febbraio  | Milan Indoor 1991 Milano, Italia 540 000 $ - Sintetico indoor Singolare - Doppio                               | Aleksandr Volkov 6-1 7-5                  | Cristiano Caratti              | Carl-Uwe Steeb Jakob Hlasek       | Nicklas Kulti Aaron Krickstein Jan Gunnarsson Pat Cash           |
| 4 febbraio  | Milan Indoor 1991 Milano, Italia 540 000 $ - Sintetico indoor Singolare - Doppio                               | Omar Camporese Goran Ivanišević 6-4 7-6   | Tom Nijssen Cyril Suk          | Carl-Uwe Steeb Jakob Hlasek       | Nicklas Kulti Aaron Krickstein Jan Gunnarsson Pat Cash           |
| 4 febbraio  | Pacific Coast Championships 1991 San Francisco, California, Stati Uniti 225 000 $ - Cemento Singolare - Doppio | Darren Cahill 6-2 3-6 6-4                 | Brad Gilbert                   | Andre Agassi Wally Masur          | Kevin Curren Dan Goldie John McEnroe David Pate                  |
| 4 febbraio  | Pacific Coast Championships 1991 San Francisco, California, Stati Uniti 225 000 $ - Cemento Singolare - Doppio | Wally Masur Jason Stoltenberg 4-6 7-6 6-4 | Ronnie Båthman Rikard Bergh    | Andre Agassi Wally Masur          | Kevin Curren Dan Goldie John McEnroe David Pate                  |
| 4 febbraio  | Chevrolet Classic 1991 Guarujá, Brasile 125 000 $ - Terra Singolare - Doppio                                   | Patrick Baur 6-2 6-3                      | Fernando Roese                 | Shūzō Matsuoka Martin Wostenholme | Rodolphe Gilbert Diego Pérez Henrik Holm Chris Garner            |
| 4 febbraio  | Chevrolet Classic 1991 Guarujá, Brasile 125 000 $ - Terra Singolare - Doppio                                   | Olivier Delaître Rodolphe Gilbert 6-2 6-4 | Shelby Cannon Greg Van Emburgh | Shūzō Matsuoka Martin Wostenholme | Rodolphe Gilbert Diego Pérez Henrik Holm Chris Garner            |
| 11 febbraio | U.S. Pro Indoor 1991 Filadelfia, Pennsylvania, Stati Uniti 825 000 $ Sintetico indoor Singolare - Doppio       | Ivan Lendl 5-7 6-4 6-4 3-6 6-3            | Pete Sampras                   | Brad Gilbert John McEnroe         | Michael Stich Kevin Curren Aki Rahunen Petr Korda                |
| 11 febbraio | U.S. Pro Indoor 1991 Filadelfia, Pennsylvania, Stati Uniti 825 000 $ Sintetico indoor Singolare - Doppio       | Rick Leach Jim Pugh 3-6 7-6 6-3           | Udo Riglewski Michael Stich    | Brad Gilbert John McEnroe         | Michael Stich Kevin Curren Aki Rahunen Petr Korda                |
| 11 febbraio | Brussels Indoor 1991 Bruxelles, Belgio 465 000 $ Sintetico Singolare - Doppio                                  | Guy Forget 6-3 7-5 3-6 7-6                | Andrej Čerkasov                | Boris Becker Stefan Edberg        | Michael Chang Andrej Česnokov Marc Rosset Jakob Hlasek           |
| 11 febbraio | Brussels Indoor 1991 Bruxelles, Belgio 465 000 $ Sintetico Singolare - Doppio                                  | Todd Woodbridge Mark Woodforde 6-3 6-0    | Libor Pimek Michiel Schapers   | Boris Becker Stefan Edberg        | Michael Chang Andrej Česnokov Marc Rosset Jakob Hlasek           |
| 18 febbraio | Volvo U.S. National Indoor 1991 Memphis, Tennessee, Stati Uniti 600 000 $ Cemento indoor Singolare - Doppio    | Ivan Lendl 7-5 6-3                        | Michael Stich                  | Derrick Rostagno Michael Chang    | Darren Cahill Cristiano Caratti Jeff Tarango Mark Koevermans     |
| 18 febbraio | Volvo U.S. National Indoor 1991 Memphis, Tennessee, Stati Uniti 600 000 $ Cemento indoor Singolare - Doppio    | Udo Riglewski Michael Stich 6-2 6-7 6-3   | John Fitzgerald Laurie Warder  | Derrick Rostagno Michael Chang    | Darren Cahill Cristiano Caratti Jeff Tarango Mark Koevermans     |
| 18 febbraio | Stuttgart Championship Series 1991 Stoccarda, Germania 825 000 $ - Sintetico indoor Singolare - Doppio         | Stefan Edberg 6-2 3-6 7-5 6-2             | Jonas Svensson                 | Guy Forget Jan Siemerink          | Karel Nováček Goran Ivanišević Andrej Čerkasov Magnus Gustafsson |
| 18 febbraio | Stuttgart Championship Series 1991 Stoccarda, Germania 825 000 $ - Sintetico indoor Singolare - Doppio         | Sergio Casal Emilio Sánchez 6-3 7-5       | Jeremy Bates Nick Brown        | Guy Forget Jan Siemerink          | Karel Nováček Goran Ivanišević Andrej Čerkasov Magnus Gustafsson |
| 25 febbraio | Rotterdam Open 1991 Rotterdam, Paesi Bassi 450 000 $ - Sintetico indoor Singolare - Doppio                     | Omar Camporese 3-6 7–6(4) 7–6(4)          | Ivan Lendl                     | Anders Järryd Paul Haarhuis       | Jakob Hlasek Jan Siemerink Christian Bergström Karel Nováček     |
| 25 febbraio | Rotterdam Open 1991 Rotterdam, Paesi Bassi 450 000 $ - Sintetico indoor Singolare - Doppio                     | Patrick Galbraith Anders Järryd 7-6 6-2   | Steve DeVries David Macpherson | Anders Järryd Paul Haarhuis       | Jakob Hlasek Jan Siemerink Christian Bergström Karel Nováček     |
| 25 febbraio | Chicago Grand Prix 1991 Chicago, Illinois, Stati Uniti 225 000 $ - Cemento Singolare - Doppio                  | John McEnroe 3-6 6-2 6-4                  | Patrick McEnroe                | MaliVai Washington Grant Connell  | Alexander Mronz Udo Riglewski Jaime Yzaga Richey Reneberg        |
| 25 febbraio | Chicago Grand Prix 1991 Chicago, Illinois, Stati Uniti 225 000 $ - Cemento Singolare - Doppio                  | Scott Davis David Pate 6-4 5-7 7-6        | Grant Connell Glenn Michibata  | MaliVai Washington Grant Connell  | Alexander Mronz Udo Riglewski Jaime Yzaga Richey Reneberg        |

### Marzo
| Settimana | Torneo | Vincitore                              | Finalista                          | Semifinalisti                 | Eliminati ai quarti                                                |
| --------- | --- | -------------------------------------- | ---------------------------------- | ----------------------------- | ------------------------------------------------------------------ |
| 4 marzo   | Champions Cup and the WTA of Indian Wells 1991 Indian Wells, CA, Stati Uniti 750 000 $ - Cemento Singolare - Doppio | Jim Courier 4-6 6-3 4-6 6-3 7–6(4)     | Guy Forget                         | Stefan Edberg Michael Stich   | Michael Chang Scott Davis Richey Reneberg Emilio Sánchez           |
| 4 marzo   | Champions Cup and the WTA of Indian Wells 1991 Indian Wells, CA, Stati Uniti 750 000 $ - Cemento Singolare - Doppio | Jim Courier Javier Sánchez 7-6 6-1     | Guy Forget Henri Leconte           | Stefan Edberg Michael Stich   | Michael Chang Scott Davis Richey Reneberg Emilio Sánchez           |
| 4 marzo   | Copenaghen Open 1991 Copenaghen, Danimarca 125 000 $ - Sintetico Singolare - Doppio                                 | Jonas Svensson 6(5)–7 6-2 6-2          | Anders Järryd                      | Jakob Hlasek Todd Woodbridge  | Christian Bergström Christian Saceanu Karel Nováček Mark Woodforde |
| 4 marzo   | Copenaghen Open 1991 Copenaghen, Danimarca 125 000 $ - Sintetico Singolare - Doppio                                 | Todd Woodbridge Mark Woodforde 6-3 6-1 | Mansour Bahrami Andrej Ol'chovskij | Jakob Hlasek Todd Woodbridge  | Christian Bergström Christian Saceanu Karel Nováček Mark Woodforde |
| 11 marzo  | Miami Open 1991 Miami, Florida, Stati Uniti 1 200 000 $ - Cemento Singolare - Doppio                                | Jim Courier 4-6 6-3 6-4                | David Wheaton                      | Stefan Edberg Richey Reneberg | Emilio Sánchez Cristiano Caratti Derrick Rostagno Marc Rosset      |
| 11 marzo  | Miami Open 1991 Miami, Florida, Stati Uniti 1 200 000 $ - Cemento Singolare - Doppio                                | Wayne Ferreira Piet Norval 6-0 7-6     | Ken Flach Robert Seguso            | Stefan Edberg Richey Reneberg | Emilio Sánchez Cristiano Caratti Derrick Rostagno Marc Rosset      |

### Aprile
| Settimana | Torneo | Vincitore                                    | Finalista                          | Semifinalisti                       | Eliminati ai quarti                                             |
| --------- | --- | -------------------------------------------- | ---------------------------------- | ----------------------------------- | --------------------------------------------------------------- |
| 1º aprile | Hong Kong Open 1991 Hong Kong, Hong Kong 234 000 $ - Cemento Singolare - Doppio                                 | Richard Krajicek 6-2 3-6 6-3                 | Wally Masur                        | Gary Muller Alex Antonitsch         | Michael Chang Patrik Kühnen Felix Barrientos Alexander Mronz    |
| 1º aprile | Hong Kong Open 1991 Hong Kong, Hong Kong 234 000 $ - Cemento Singolare - Doppio                                 | Patrick Galbraith Todd Witsken 6-2 6-4       | Glenn Michibata Robert Van't Hof   | Gary Muller Alex Antonitsch         | Michael Chang Patrik Kühnen Felix Barrientos Alexander Mronz    |
| 1º aprile | Estoril Open 1991 Estoril, Portogallo 337 500 $ - Terra rossa Singolare - Doppio                                | Sergi Bruguera 7–6(7) 6-1                    | Karel Nováček                      | Marián Vajda Andrej Česnokov        | Javier Sánchez Francisco Clavet Horst Skoff Renzo Furlan        |
| 1º aprile | Estoril Open 1991 Estoril, Portogallo 337 500 $ - Terra rossa Singolare - Doppio                                | Paul Haarhuis Mark Koevermans 6-3 6-3        | Tom Nijssen Cyril Suk              | Marián Vajda Andrej Česnokov        | Javier Sánchez Francisco Clavet Horst Skoff Renzo Furlan        |
| 1º aprile | Verizon Tennis Challenge 1991 Orlando, Florida, Stati Uniti 225 000 $ - Terra rossa Singolare - Doppio          | Andre Agassi 6-2 1-6 6-3                     | Derrick Rostagno                   | MaliVai Washington Pete Sampras     | Chuck Adams Brad Gilbert Jimmy Arias David Pate                 |
| 1º aprile | Verizon Tennis Challenge 1991 Orlando, Florida, Stati Uniti 225 000 $ - Terra rossa Singolare - Doppio          | Luke Jensen Scott Melville 6-7 7-6 6-3       | Nicolás Pereira Pete Sampras       | MaliVai Washington Pete Sampras     | Chuck Adams Brad Gilbert Jimmy Arias David Pate                 |
| 8 aprile  | Torneo Godó 1991 Barcellona, Spagna 510 000 $ - Terra rossa Singolare - Doppio                                  | Emilio Sánchez 6-4 7–6(7) 6-2                | Sergi Bruguera                     | Guillermo Pérez Roldán Martín Jaite | Andrej Česnokov Andre Agassi Veli Paloheimo Omar Camporese      |
| 8 aprile  | Torneo Godó 1991 Barcellona, Spagna 510 000 $ - Terra rossa Singolare - Doppio                                  | Horacio de la Peña Diego Nargiso 6-4 4-6 6-4 | Boris Becker Eric Jelen            | Guillermo Pérez Roldán Martín Jaite | Andrej Česnokov Andre Agassi Veli Paloheimo Omar Camporese      |
| 8 aprile  | Japan Open Tennis Championships 1991 Tokyo, Giappone 825 000 $ - Cemento Singolare - Doppio                     | Stefan Edberg 6-1 7-5 6-0                    | Ivan Lendl                         | Michael Chang Jim Courier           | Michael Stich Pat Cash John McEnroe Jakob Hlasek                |
| 8 aprile  | Japan Open Tennis Championships 1991 Tokyo, Giappone 825 000 $ - Cemento Singolare - Doppio                     | Stefan Edberg Todd Woodbridge 6-3 7-6        | John Fitzgerald Anders Järryd      | Michael Chang Jim Courier           | Michael Stich Pat Cash John McEnroe Jakob Hlasek                |
| 15 aprile | ATP Nizza 1991 Nizza, Francia 225 000 $ - Terra rossa Singolare - Doppio                                        | Martín Jaite 3-6 7-6(1) 6-3                  | Goran Prpić                        | Karel Nováček Cédric Pioline        | Renzo Furlan Alberto Mancini Horacio de la Peña Henri Leconte   |
| 15 aprile | ATP Nizza 1991 Nizza, Francia 225 000 $ - Terra rossa Singolare - Doppio                                        | Rikard Bergh Jan Gunnarsson 6-4 4-6 6-3      | Vojtěch Flégl Nicklas Utgren       | Karel Nováček Cédric Pioline        | Renzo Furlan Alberto Mancini Horacio de la Peña Henri Leconte   |
| 15 aprile | Seoul Open 1991 Seul, Corea del Sud 140 000 $ - Cemento Singolare - Doppio                                      | Patrick Baur 6-4 1-6 7–6(5)                  | Jeff Tarango                       | Shūzō Matsuoka Luis Herrera         | Jan Siemerink Richard Krajicek Gilad Bloom Alex Antonitsch      |
| 15 aprile | Seoul Open 1991 Seul, Corea del Sud 140 000 $ - Cemento Singolare - Doppio                                      | Alex Antonitsch Gilad Bloom 7-6 6-1          | Kent Kinnear Sven Salumaa          | Shūzō Matsuoka Luis Herrera         | Jan Siemerink Richard Krajicek Gilad Bloom Alex Antonitsch      |
| 22 aprile | Singapore Open 1991 Singapore, Singapore 215 000 $ - Cemento Singolare - Doppio                                 | Jan Siemerink 6-4 6-3                        | Gilad Bloom                        | Jason Stoltenberg Grant Connell     | Todd Woodbridge Glenn Michibata Thomas Högstedt Shūzō Matsuoka  |
| 22 aprile | Singapore Open 1991 Singapore, Singapore 215 000 $ - Cemento Singolare - Doppio                                 | Grant Connell Glenn Michibata 6-4 5-7 7-6    | Stefan Kruger Christo van Rensburg | Jason Stoltenberg Grant Connell     | Todd Woodbridge Glenn Michibata Thomas Högstedt Shūzō Matsuoka  |
| 22 aprile | Monte Carlo Open 1991 Monte Carlo, Monaco 750 000 $ - Terra rossa Singolare - Doppio                            | Sergi Bruguera 5-7 6-4 7–6(6) 7–6(4)         | Boris Becker                       | Horst Skoff Goran Prpić             | Magnus Gustafsson Jonas Svensson Carl-Uwe Steeb Andrej Česnokov |
| 22 aprile | Monte Carlo Open 1991 Monte Carlo, Monaco 750 000 $ - Terra rossa Singolare - Doppio                            | Luke Jensen Laurie Warder 6-4 6-3            | Paul Haarhuis Mark Koevermans      | Horst Skoff Goran Prpić             | Magnus Gustafsson Jonas Svensson Carl-Uwe Steeb Andrej Česnokov |
| 29 aprile | Internazionali di Tennis di Baviera 1991 Monaco di Baviera, Germania 225 000 $ - Terra rossa Singolare - Doppio | Magnus Gustafsson 3-6 6-3 4-3 ritiro         | Guillermo Pérez Roldán             | Ivan Lendl Christian Bergström      | Todd Witsken Udo Riglewski Lars Jonsson Goran Ivanišević        |
| 29 aprile | Internazionali di Tennis di Baviera 1991 Monaco di Baviera, Germania 225 000 $ - Terra rossa Singolare - Doppio | Patrick Galbraith Todd Witsken 6-1 6-3       | Anders Järryd Danie Visser         | Ivan Lendl Christian Bergström      | Todd Witsken Udo Riglewski Lars Jonsson Goran Ivanišević        |
| 29 aprile | Madrid Tennis Grand Prix 1991 Madrid, Spagna 450 000 $ - Terra rossa Singolare - Doppio                         | Jordi Arrese 6-2 6-4                         | Marcelo Filippini                  | Karel Nováček Javier Sánchez        | Thierry Champion Franco Davín Jacco Eltingh German Lopez        |
| 29 aprile | Madrid Tennis Grand Prix 1991 Madrid, Spagna 450 000 $ - Terra rossa Singolare - Doppio                         | Gustavo Luza Cássio Motta 6-0 7-5            | Luiz Mattar Jaime Oncins           | Karel Nováček Javier Sánchez        | Thierry Champion Franco Davín Jacco Eltingh German Lopez        |
| 29 aprile | Tampa Open 1991 Tampa, Florida, Stati Uniti 225 000 $ - Terra rossa Singolare - Doppio                          | Richey Reneberg 4-6 6-4 6-2                  | Petr Korda                         | Pablo Arraya Chris Garner           | MaliVai Washington Kelly Evernden Mikael Pernfors Javier Frana  |
| 29 aprile | Tampa Open 1991 Tampa, Florida, Stati Uniti 225 000 $ - Terra rossa Singolare - Doppio                          | Ken Flach Robert Seguso 6-7 6-4 6-1          | David Pate Richey Reneberg         | Pablo Arraya Chris Garner           | MaliVai Washington Kelly Evernden Mikael Pernfors Javier Frana  |

### Maggio
| Settimana | Torneo | Vincitore                               | Finalista                     | Semifinalisti                     | Eliminati ai quarti                                                 |
| --------- | --- | --------------------------------------- | ----------------------------- | --------------------------------- | ------------------------------------------------------------------- |
| 6 maggio  | ATP German Open 1991 Amburgo, Germania 750 000 $ - Terra Singolare - Doppio                                             | Karel Nováček 6-3 6-3 5-7 0-6 6-1       | Magnus Gustafsson             | Michael Stich Goran Prpić         | Stefan Edberg Mark Koevermans Goran Ivanišević Yannick Noah         |
| 6 maggio  | ATP German Open 1991 Amburgo, Germania 750 000 $ - Terra Singolare - Doppio                                             | Sergio Casal Emilio Sánchez 7-6 7-6     | Cássio Motta Danie Visser     | Michael Stich Goran Prpić         | Stefan Edberg Mark Koevermans Goran Ivanišević Yannick Noah         |
| 6 maggio  | U.S. Men's Clay Court Championships 1991 Charlotte, Carolina del Nord, Stati Uniti 215 000 $ - Terra Singolare - Doppio | Jaime Yzaga 6-3 7-5                     | Jimmy Arias                   | MaliVai Washington Javier Frana   | Michael Chang David Wheaton Richey Reneberg Pablo Arraya            |
| 6 maggio  | U.S. Men's Clay Court Championships 1991 Charlotte, Carolina del Nord, Stati Uniti 215 000 $ - Terra Singolare - Doppio | Rick Leach Jim Pugh 6-3 2-6 6-3         | Bret Garnett Greg Van Emburgh | MaliVai Washington Javier Frana   | Michael Chang David Wheaton Richey Reneberg Pablo Arraya            |
| 13 maggio | Croatia Open Umag 1991 Umago, Jugoslavia 215 000 $ - Terra Singolare - Doppio                                           | Dmitrij Poljakov 6-4 6-4                | Javier Sánchez                | Petr Korda Jean-Philippe Fleurian | Richey Reneberg Bruno Orešar Francisco Clavet Marián Vajda          |
| 13 maggio | Croatia Open Umag 1991 Umago, Jugoslavia 215 000 $ - Terra Singolare - Doppio                                           | Gilad Bloom Javier Sánchez 7-6 2-6 6-1  | Richey Reneberg David Wheaton | Petr Korda Jean-Philippe Fleurian | Richey Reneberg Bruno Orešar Francisco Clavet Marián Vajda          |
| 13 maggio | Internazionali d'Italia 1991 Roma, Italia 1 002 000 $ - Terra Singolare - Doppio                                        | Emilio Sánchez 6-3 6-1 3-0 ritiro       | Alberto Mancini               | Goran Prpić Sergi Bruguera        | Richard Fromberg Andrej Čerkasov Fabrice Santoro Horacio de la Peña |
| 13 maggio | Internazionali d'Italia 1991 Roma, Italia 1 002 000 $ - Terra Singolare - Doppio                                        | Omar Camporese Goran Ivanišević 6-2 6-3 | Luke Jensen Laurie Warder     | Goran Prpić Sergi Bruguera        | Richard Fromberg Andrej Čerkasov Fabrice Santoro Horacio de la Peña |
| 20 maggio | ATP Bologna Outdoor 1991 Bologna, Italia 225 000 $ - Terra Singolare - Doppio                                           | Paolo Canè 5-7 6-3 7-5                  | Jan Gunnarsson                | Jeff Tarango Omar Camporese       | Jaime Oncins Thomas Muster Eduardo Masso Luiz Mattar                |
| 20 maggio | ATP Bologna Outdoor 1991 Bologna, Italia 225 000 $ - Terra Singolare - Doppio                                           | Luke Jensen Laurie Warder 6-4 7-6       | Luiz Mattar Jaime Oncins      | Jeff Tarango Omar Camporese       | Jaime Oncins Thomas Muster Eduardo Masso Luiz Mattar                |
| 27 maggio | Open di Francia 1991 Parigi, Francia Grand Slam 3 481 550 $ Terra Singolare - Doppio - Doppio misto                     | Jim Courier 3-6 6-4 2-6 6-1 6-4         | Andre Agassi                  | Michael Stich Boris Becker        | Stefan Edberg Franco Davín Jakob Hlasek Michael Chang               |
| 27 maggio | Open di Francia 1991 Parigi, Francia Grand Slam 3 481 550 $ Terra Singolare - Doppio - Doppio misto                     | John Fitzgerald Anders Järryd 6-0 7-6   | Rick Leach Jim Pugh           | Michael Stich Boris Becker        | Stefan Edberg Franco Davín Jakob Hlasek Michael Chang               |

### Giugno
| Settimana | Torneo                                                                                                | Vincitore                                     | Finalista                         | Semifinalisti                    | Eliminati ai quarti                                              |
| --------- | --- | --------------------------------------------- | --------------------------------- | -------------------------------- | ---------------------------------------------------------------- |
| 10 giugno | Continental Grass Court Championships 1991 Rosmalen, Paesi Bassi 225 000 $ - Erba Singolare - Doppio  | Christian Saceanu 6-1 3-6 7-5                 | Michiel Schapers                  | Jakob Hlasek Michael Stich       | Andrej Ol'chovskij Amos Mansdorf Diego Nargiso Richard Krajicek  |
| 10 giugno | Continental Grass Court Championships 1991 Rosmalen, Paesi Bassi 225 000 $ - Erba Singolare - Doppio  | Hendrik Jan Davids Paul Haarhuis 6-3 7-6      | Richard Krajicek Jan Siemerink    | Jakob Hlasek Michael Stich       | Andrej Ol'chovskij Amos Mansdorf Diego Nargiso Richard Krajicek  |
| 10 giugno | ATP Firenze 1991 Firenze, Italia 225 000 $ - Terra Singolare - Doppio                                 | Thomas Muster 6-2 6(2)–7 6-4                  | Horst Skoff                       | Eduardo Masso Carlos Costa       | Gabriel Markus Magnus Larsson Jimmy Arias Fabrice Santoro        |
| 10 giugno | ATP Firenze 1991 Firenze, Italia 225 000 $ - Terra Singolare - Doppio                                 | Ola Jonsson Magnus Larsson 3-6 6-1 6-1        | Juan Carlos Báguena Carlos Costa  | Eduardo Masso Carlos Costa       | Gabriel Markus Magnus Larsson Jimmy Arias Fabrice Santoro        |
| 10 giugno | Stella Artois Championships 1991 Londra, Gran Bretagna 450 000 $ - Erba Singolare - Doppio            | Stefan Edberg 6-2 6-3                         | David Wheaton                     | MaliVai Washington Anders Järryd | Pat Cash John Fitzgerald Michael Chang Grant Connell             |
| 10 giugno | Stella Artois Championships 1991 Londra, Gran Bretagna 450 000 $ - Erba Singolare - Doppio            | Grant Connell Glenn Michibata 7-6 6-4         | Todd Woodbridge Mark Woodforde    | MaliVai Washington Anders Järryd | Pat Cash John Fitzgerald Michael Chang Grant Connell             |
| 17 giugno | ATP Genova 1991 Genova, Italia 225 000 $ - Terra Singolare - Doppio                                   | Carl-Uwe Steeb 6-3 6-4                        | Jordi Arrese                      | Thomas Muster Eduardo Masso      | Ronald Agénor Cédric Pioline Roberto Azar Jean-Philippe Fleurian |
| 17 giugno | ATP Genova 1991 Genova, Italia 225 000 $ - Terra Singolare - Doppio                                   | Marcos Górriz Alfonso Mora 5-7 7-5 6-3        | Massimo Ardinghi Massimo Boscatto | Thomas Muster Eduardo Masso      | Ronald Agénor Cédric Pioline Roberto Azar Jean-Philippe Fleurian |
| 17 giugno | Manchester Open 1991 Manchester, Gran Bretagna 225 000 $ - Erba Singolare - Doppio                    | Goran Ivanišević 6-4 6-4                      | Pete Sampras                      | Veli Paloheimo Gary Muller       | Wally Masur Amos Mansdorf Todd Witsken Arne Thoms                |
| 17 giugno | Manchester Open 1991 Manchester, Gran Bretagna 225 000 $ - Erba Singolare - Doppio                    | Omar Camporese Goran Ivanišević 6-4 6-3       | Nick Brown Andrew Castle          | Veli Paloheimo Gary Muller       | Wally Masur Amos Mansdorf Todd Witsken Arne Thoms                |
| 24 giugno | Torneo di Wimbledon 1991 Londra, Gran Bretagna Grand Slam 3 460 438 $ Erba Singolare - Doppio - Misto | Michael Stich 6-4 7–6(4) 6-4                  | Boris Becker                      | Stefan Edberg David Wheaton      | Thierry Champion Jim Courier Andre Agassi Guy Forget             |
| 24 giugno | Torneo di Wimbledon 1991 Londra, Gran Bretagna Grand Slam 3 460 438 $ Erba Singolare - Doppio - Misto | John Fitzgerald Anders Järryd 6-3 6-4 6-7 6-1 | Javier Frana Leonardo Lavalle     | Stefan Edberg David Wheaton      | Thierry Champion Jim Courier Andre Agassi Guy Forget             |

### Luglio
| Settimana | Torneo | Vincitore                                  | Finalista                          | Semifinalisti                        | Eliminati ai quarti                                                     |
| --------- | --- | ------------------------------------------ | ---------------------------------- | ------------------------------------ | ----------------------------------------------------------------------- |
| 8 luglio  | Swiss Open Gstaad 1991 Gstaad, Svizzera 275 000 $ - Terra Singolare - Doppio                                  | Emilio Sánchez 6-1 6-4 6-4                 | Sergi Bruguera                     | Goran Ivanišević Karel Nováček       | Andrés Gómez Horacio de la Peña Martín Jaite Michael Stich              |
| 8 luglio  | Swiss Open Gstaad 1991 Gstaad, Svizzera 275 000 $ - Terra Singolare - Doppio                                  | Gary Muller Danie Visser 7-6 6-4           | Guy Forget Jakob Hlasek            | Goran Ivanišević Karel Nováček       | Andrés Gómez Horacio de la Peña Martín Jaite Michael Stich              |
| 8 luglio  | Hall of Fame Tennis Championships 1991 Newport, Rhode Island, Stati Uniti 150 000 $ - Erba Singolare - Doppio | Bryan Shelton 3-6 6-4 6-4                  | Javier Frana                       | Todd Martin Mark Kratzmann           | Martin Wostenholme Christo van Rensburg Jacco Eltingh Glenn Layendecker |
| 8 luglio  | Hall of Fame Tennis Championships 1991 Newport, Rhode Island, Stati Uniti 150 000 $ - Erba Singolare - Doppio | Gianluca Pozzi Brett Steven 6-4 6-4        | Javier Frana Bruce Steel           | Todd Martin Mark Kratzmann           | Martin Wostenholme Christo van Rensburg Jacco Eltingh Glenn Layendecker |
| 8 luglio  | Swedish Open 1991 Båstad, Svezia 225 000 $ - Terra Singolare - Doppio                                         | Magnus Gustafsson 6-1 6-2                  | Alberto Mancini                    | Aleksandr Volkov Christian Bergström | Magnus Larsson Lars Jonsson Jan Gunnarsson Pablo Arraya                 |
| 8 luglio  | Swedish Open 1991 Båstad, Svezia 225 000 $ - Terra Singolare - Doppio                                         | Ronnie Båthman Rikard Bergh 6-4 6-4        | Magnus Gustafsson Anders Järryd    | Aleksandr Volkov Christian Bergström | Magnus Larsson Lars Jonsson Jan Gunnarsson Pablo Arraya                 |
| 15 luglio | Mercedes Cup 1991 Stoccarda, Germania 825 000 $ - Terra Singolare - Doppio                                    | Michael Stich 1-6 7–6(9) 6-4 6-2           | Alberto Mancini                    | Francisco Clavet Lars Koslowski      | Richard Krajicek Cédric Pioline German Lopez Goran Prpić                |
| 15 luglio | Mercedes Cup 1991 Stoccarda, Germania 825 000 $ - Terra Singolare - Doppio                                    | Wally Masur Emilio Sánchez 2-6 6-3 6-4     | Omar Camporese Goran Ivanišević    | Francisco Clavet Lars Koslowski      | Richard Krajicek Cédric Pioline German Lopez Goran Prpić                |
| 15 luglio | Washington Open 1991 Washington, Stati Uniti 465 000 $ - Cemento Singolare - Doppio                           | Andre Agassi 6-3 6-4                       | Petr Korda                         | Jaime Yzaga Markus Zoecke            | Johan Carlsson Richey Reneberg Brad Gilbert Luis Herrera                |
| 15 luglio | Washington Open 1991 Washington, Stati Uniti 465 000 $ - Cemento Singolare - Doppio                           | Scott Davis David Pate 7-6 7-6             | Ken Flach Robert Seguso            | Jaime Yzaga Markus Zoecke            | Johan Carlsson Richey Reneberg Brad Gilbert Luis Herrera                |
| 22 luglio | Canada Open 1991 Montréal, Canada 930 000 $ - Cemento Singolare - Doppio                                      | Andrej Česnokov 3-6 6-4 6-3                | Petr Korda                         | Ivan Lendl Jim Courier               | Jim Grabb Shūzō Matsuoka Jakob Hlasek Derrick Rostagno                  |
| 22 luglio | Canada Open 1991 Montréal, Canada 930 000 $ - Cemento Singolare - Doppio                                      | Patrick Galbraith Todd Witsken 6-7 6-4 6-4 | Grant Connell Glenn Michibata      | Ivan Lendl Jim Courier               | Jim Grabb Shūzō Matsuoka Jakob Hlasek Derrick Rostagno                  |
| 22 luglio | Dutch Open 1991 Hilversum, Paesi Bassi 215 000 $ - Terra Singolare - Doppio                                   | Magnus Gustafsson 5-7 7–6(2) 2-6 6-1 6-0   | Jordi Arrese                       | Mark Koevermans Karel Nováček        | Renzo Furlan Thomas Muster Marc Rosset Franco Davín                     |
| 22 luglio | Dutch Open 1991 Hilversum, Paesi Bassi 215 000 $ - Terra Singolare - Doppio                                   | Richard Krajicek Jan Siemerink 7-5 6-4     | Francisco Clavet Magnus Gustafsson | Mark Koevermans Karel Nováček        | Renzo Furlan Thomas Muster Marc Rosset Franco Davín                     |
| 29 luglio | Austrian Open 1991 Kitzbühel, Austria 337 500 $ - Terra Singolare - Doppio                                    | Karel Nováček 7–6(2) 7–6(4) 6-2            | Magnus Gustafsson                  | Francisco Clavet Martín Jaite        | Markus Zillner Horst Skoff Thierry Champion Emilio Sánchez              |
| 29 luglio | Austrian Open 1991 Kitzbühel, Austria 337 500 $ - Terra Singolare - Doppio                                    | Tomás Carbonell Francisco Roig walkover    | Pablo Arraya Dmitrij Poljakov      | Francisco Clavet Martín Jaite        | Markus Zillner Horst Skoff Thierry Champion Emilio Sánchez              |
| 29 luglio | Los Angeles Open 1991 Los Angeles, California, Stati Uniti 225 000 $ - Terra Singolare - Doppio               | Pete Sampras 6-2 6(5)–7 6-3                | Brad Gilbert                       | Stefan Edberg Stefano Pescosolido    | Aaron Krickstein Steve Bryan Scott Davis Amos Mansdorf                  |
| 29 luglio | Los Angeles Open 1991 Los Angeles, California, Stati Uniti 225 000 $ - Terra Singolare - Doppio               | Javier Frana Jim Pugh 7-5 2-6 6-4          | Glenn Michibata Brad Pearce        | Stefan Edberg Stefano Pescosolido    | Aaron Krickstein Steve Bryan Scott Davis Amos Mansdorf                  |
| 29 luglio | Internazionali di Tennis di San Marino 1991 San Marino, San Marino 250 000 $ - Terra Singolare - Doppio       | Guillermo Pérez Roldán 6-3 6-1             | Frédéric Fontang                   | Renzo Furlan Roberto Azar            | Carlos Costa Franco Davín Nicklas Kulti Claudio Mezzadri                |

### Agosto
| Settimana | Torneo | Vincitore                                     | Finalista                          | Semifinalisti                        | Eliminati ai quarti                                             |
| --------- | --- | --------------------------------------------- | ---------------------------------- | ------------------------------------ | --------------------------------------------------------------- |
| 5 agosto  | Cincinnati Open 1991 Cincinnati, Ohio, Stati Uniti 1 020 000 $ - Cemento - 56S/28D Singolare - Doppio             | Guy Forget 2-6 7–6(4) 6-4                     | Pete Sampras                       | Boris Becker Jim Courier             | Andrej Čerkasov Derrick Rostagno Brad Gilbert Stefan Edberg     |
| 5 agosto  | Cincinnati Open 1991 Cincinnati, Ohio, Stati Uniti 1 020 000 $ - Cemento - 56S/28D Singolare - Doppio             | Ken Flach Robert Seguso 6-3 6-4               | Grant Connell Glenn Michibata      | Boris Becker Jim Courier             | Andrej Čerkasov Derrick Rostagno Brad Gilbert Stefan Edberg     |
| 5 agosto  | ATP Praga 1991 Praga, Cecoslovacchia 305 000 $ - Terra Singolare - Doppio                                         | Karel Nováček 7–6(5) 6-2                      | Magnus Gustafsson                  | Guillermo Pérez Roldán Thomas Muster | Arnaud Boetsch Horst Skoff Magnus Larsson Horacio de la Peña    |
| 5 agosto  | ATP Praga 1991 Praga, Cecoslovacchia 305 000 $ - Terra Singolare - Doppio                                         | Vojtěch Flégl Cyril Suk 6-4 6-2               | Libor Pimek Daniel Vacek           | Guillermo Pérez Roldán Thomas Muster | Arnaud Boetsch Horst Skoff Magnus Larsson Horacio de la Peña    |
| 12 agosto | RCA Championships 1991 Indianapolis, Indiana, Stati Uniti 825 000 $ - Cemento - 32S/16D Singolare - Doppio        | Pete Sampras 7–6(2) 3-6 6-3                   | Boris Becker                       | David Wheaton Jim Courier            | Jakob Hlasek Fabrice Santoro Richard Fromberg Andrej Čerkasov   |
| 12 agosto | RCA Championships 1991 Indianapolis, Indiana, Stati Uniti 825 000 $ - Cemento - 32S/16D Singolare - Doppio        | Ken Flach Robert Seguso 6-4 6-3               | Kent Kinnear Sven Salumaa          | David Wheaton Jim Courier            | Jakob Hlasek Fabrice Santoro Richard Fromberg Andrej Čerkasov   |
| 12 agosto | ATP Volvo International 1991 New Haven, Connecticut, Stati Uniti 825 000 $ - Cemento - 56S/28D Singolare - Doppio | Petr Korda 6-4 6-2                            | Goran Ivanišević                   | Derrick Rostagno Marc Rosset         | Richard Krajicek John McEnroe Omar Camporese Michael Chang      |
| 12 agosto | ATP Volvo International 1991 New Haven, Connecticut, Stati Uniti 825 000 $ - Cemento - 56S/28D Singolare - Doppio | Petr Korda Wally Masur W/O                    | Jeff Brown Scott Melville          | Derrick Rostagno Marc Rosset         | Richard Krajicek John McEnroe Omar Camporese Michael Chang      |
| 19 agosto | Waldbaum's Hamlet Cup 1991 Long Island, New York, Stati Uniti 225 000 $ - Cemento - 32S/16D Singolare - Doppio    | Ivan Lendl 6-3 6-2                            | Stefan Edberg                      | Olivier Delaître John McEnroe        | Jimmy Connors Thierry Champion Luiz Mattar Omar Camporese       |
| 19 agosto | Waldbaum's Hamlet Cup 1991 Long Island, New York, Stati Uniti 225 000 $ - Cemento - 32S/16D Singolare - Doppio    | Eric Jelen Carl-Uwe Steeb 0-6 6-4 7-6         | Doug Flach Diego Nargiso           | Olivier Delaître John McEnroe        | Jimmy Connors Thierry Champion Luiz Mattar Omar Camporese       |
| 19 agosto | Schenectady Open 1991 Schenectady, NY, Stati Uniti 125 000 $ - Cemento - 32S/16D Singolare - Doppio               | Michael Stich 6-2 6-4                         | Emilio Sánchez                     | Horst Skoff Francisco Clavet         | Todd Woodbridge Andrej Čerkasov Aleksandr Volkov Sergi Bruguera |
| 19 agosto | Schenectady Open 1991 Schenectady, NY, Stati Uniti 125 000 $ - Cemento - 32S/16D Singolare - Doppio               | Javier Sánchez Todd Woodbridge 3-6 7-6 7-6    | Andrés Gómez Santos Emilio Sánchez | Horst Skoff Francisco Clavet         | Todd Woodbridge Andrej Čerkasov Aleksandr Volkov Sergi Bruguera |
| 26 agosto | US Open 1991 New York, Stati Uniti Grand Slam 3 099 300 $ - Cemento - 128S/64D Singolare - Doppio - Doppio misto  | Stefan Edberg 6-2 6-4 6-0                     | Jim Courier                        | Jimmy Connors Ivan Lendl             | Paul Haarhuis Pete Sampras Michael Stich Javier Sánchez         |
| 26 agosto | US Open 1991 New York, Stati Uniti Grand Slam 3 099 300 $ - Cemento - 128S/64D Singolare - Doppio - Doppio misto  | John Fitzgerald Anders Järryd 6-3 3-6 6-3 6-3 | Scott Davis David Pate             | Jimmy Connors Ivan Lendl             | Paul Haarhuis Pete Sampras Michael Stich Javier Sánchez         |

### Settembre
| Settimana    | Torneo | Vincitore                                 | Finalista                       | Semifinalisti                     | Eliminati ai quarti                                               |
| ------------ | --- | ----------------------------------------- | ------------------------------- | --------------------------------- | ----------------------------------------------------------------- |
| 9 settembre  | Brasilia Open 1991 Brasilia, Brasile 225 000 $ - Sintetico - 48S/24D Singolare - Doppio                      | Andrés Gómez 6-4 3-6 6-3                  | Javier Sánchez                  | Bryan Shelton Danilo Marcelino    | Sandon Stolle Todd Martin Martín Jaite Francisco Montana          |
| 9 settembre  | Brasilia Open 1991 Brasilia, Brasile 225 000 $ - Sintetico - 48S/24D Singolare - Doppio                      | Kent Kinnear Roger Smith 6-2 3-6 7-6      | Ricardo Acioly Mauro Menezes    | Bryan Shelton Danilo Marcelino    | Sandon Stolle Todd Martin Martín Jaite Francisco Montana          |
| 9 settembre  | Geneva Open 1991 Ginevra, Svizzera 225 000 $ - Terra - 32S/16D Singolare - Doppio                            | Thomas Muster 6-2 6-4                     | Horst Skoff                     | Andrij Medvedjev Jordi Arrese     | Sergi Bruguera Christian Miniussi Horacio de la Peña Jaime Oncins |
| 9 settembre  | Geneva Open 1991 Ginevra, Svizzera 225 000 $ - Terra - 32S/16D Singolare - Doppio                            | Sergi Bruguera Marc Rosset 3-6 6-3 6-2    | Per Henricsson Ola Jonsson      | Andrij Medvedjev Jordi Arrese     | Sergi Bruguera Christian Miniussi Horacio de la Peña Jaime Oncins |
| 9 settembre  | Bordeaux Open 1991 Bordeaux, Francia 270 000 $ - Terra - 32S/16D Singolare - Doppio                          | Guy Forget 6-1 6-3                        | Olivier Delaître                | Cédric Pioline Thierry Champion   | Lars Jonsson Fabrice Santoro Arnaud Boetsch Alexander Mronz       |
| 9 settembre  | Bordeaux Open 1991 Bordeaux, Francia 270 000 $ - Terra - 32S/16D Singolare - Doppio                          | Arnaud Boetsch Guy Forget 6-2 6-2         | Patrik Kühnen Alexander Mronz   | Cédric Pioline Thierry Champion   | Lars Jonsson Fabrice Santoro Arnaud Boetsch Alexander Mronz       |
| 23 settembre | Campionati Internazionali di Sicilia 1991 Palermo, Italia 270 000 $ - Terra - 32S/16D Singolare - Doppio     | Frédéric Fontang 1-6 6-3 6-3              | Emilio Sánchez                  | Marián Vajda Jordi Arrese         | Thomas Muster Diego Nargiso Yannick Noah Massimo Cierro           |
| 23 settembre | Campionati Internazionali di Sicilia 1991 Palermo, Italia 270 000 $ - Terra - 32S/16D Singolare - Doppio     | Jacco Eltingh Tom Kempers 3-6 6-3 6-3     | Emilio Sánchez Javier Sánchez   | Marián Vajda Jordi Arrese         | Thomas Muster Diego Nargiso Yannick Noah Massimo Cierro           |
| 23 settembre | Queensland Open 1991 Brisbane, Australia 250 000 $ - Cemento - 32S/16D Singolare - Doppio                    | Gianluca Pozzi 6-3 7–6(4)                 | Aaron Krickstein                | Jason Stoltenberg Andrej Česnokov | Brad Gilbert Jim Grabb Wayne Ferreira Richard Fromberg            |
| 23 settembre | Queensland Open 1991 Brisbane, Australia 250 000 $ - Cemento - 32S/16D Singolare - Doppio                    | Todd Woodbridge Mark Woodforde 7-6 6-3    | John Fitzgerald Glenn Michibata | Jason Stoltenberg Andrej Česnokov | Brad Gilbert Jim Grabb Wayne Ferreira Richard Fromberg            |
| 23 settembre | Swiss Indoors 1991 Basilea, Svizzera 675 000 $ - Cemento (i) - 32S/16D Singolare - Doppio                    | Jakob Hlasek 7–6(4) 6-0 6-3               | John McEnroe                    | Jimmy Connors Aleksandr Volkov    | Christian Bergström Amos Mansdorf Kevin Curren Karel Nováček      |
| 23 settembre | Swiss Indoors 1991 Basilea, Svizzera 675 000 $ - Cemento (i) - 32S/16D Singolare - Doppio                    | Jakob Hlasek Patrick McEnroe 3-6 7-6 7-6  | Petr Korda John McEnroe         | Jimmy Connors Aleksandr Volkov    | Christian Bergström Amos Mansdorf Kevin Curren Karel Nováček      |
| 30 settembre | Athens Open 1991 Atene, Grecia 125 000 $ - Terra - 32S/16D Singolare - Doppio                                | Sergi Bruguera 7-5 6-3                    | Jordi Arrese                    | Thomas Muster Francisco Clavet    | Renzo Furlan Guillermo Pérez Roldán Lars Jonsson Mark Koevermans  |
| 30 settembre | Athens Open 1991 Atene, Grecia 125 000 $ - Terra - 32S/16D Singolare - Doppio                                | Jacco Eltingh Mark Koevermans 5-7 7-6 7-5 | Menno Oosting Olli Rahnasto     | Thomas Muster Francisco Clavet    | Renzo Furlan Guillermo Pérez Roldán Lars Jonsson Mark Koevermans  |
| 30 settembre | Grand Prix de Tennis de Toulouse 1991 Tolosa, Francia 260 000 $ - Sintetico (i) - 32S/16D Singolare - Doppio | Guy Forget 6-2 7–6(4)                     | Amos Mansdorf                   | Richard Krajicek Aleksandr Volkov | Marc Rosset John McEnroe Cédric Pioline Christian Bergström       |
| 30 settembre | Grand Prix de Tennis de Toulouse 1991 Tolosa, Francia 260 000 $ - Sintetico (i) - 32S/16D Singolare - Doppio | Tom Nijssen Cyril Suk 4-6 6-3 7-6         | Jeremy Bates Kevin Curren       | Richard Krajicek Aleksandr Volkov | Marc Rosset John McEnroe Cédric Pioline Christian Bergström       |
| 30 settembre | Australian Indoor Championships 1991 Sydney, Australia 750 000 $ - Cemento (i) - 32S/16D Singolare - Doppio  | Stefan Edberg 6-2 6-2 6-2                 | Brad Gilbert                    | Goran Ivanišević Pete Sampras     | Michael Chang Andre Agassi David Wheaton Wayne Ferreira           |
| 30 settembre | Australian Indoor Championships 1991 Sydney, Australia 750 000 $ - Cemento (i) - 32S/16D Singolare - Doppio  | Jim Grabb Richey Reneberg 6-2 6-3         | Luke Jensen Laurie Warder       | Goran Ivanišević Pete Sampras     | Michael Chang Andre Agassi David Wheaton Wayne Ferreira           |

### Ottobre
| Settimana  | Torneo | Vincitore                               | Finalista                      | Semifinalisti                 | Eliminati ai quarti                                                  |
| ---------- | --- | --------------------------------------- | ------------------------------ | ----------------------------- | -------------------------------------------------------------------- |
| 7 ottobre  | Tokyo Indoor 1991 Tokyo, Giappone 750 000 $ - Sintetico (i) - 32S/16D Singolare - Doppio                    | Stefan Edberg 6-3 1-6 6-2               | Derrick Rostagno               | Goran Ivanišević Ivan Lendl   | Michael Chang Andre Agassi David Wheaton Boris Becker                |
| 7 ottobre  | Tokyo Indoor 1991 Tokyo, Giappone 750 000 $ - Sintetico (i) - 32S/16D Singolare - Doppio                    | Jim Grabb Richey Reneberg 6-3 6-7 6-2   | Scott Davis David Pate         | Goran Ivanišević Ivan Lendl   | Michael Chang Andre Agassi David Wheaton Boris Becker                |
| 7 ottobre  | European Indoor Championships 1991 Berlino, Germania 260 000 $ - Sintetico (i) - 32S/16D Singolare - Doppio | Petr Korda 6-3 6-4                      | Arnaud Boetsch                 | Anders Järryd Patrik Kühnen   | Michael Stich Aleksandr Volkov Jean-Philippe Fleurian Cédric Pioline |
| 7 ottobre  | European Indoor Championships 1991 Berlino, Germania 260 000 $ - Sintetico (i) - 32S/16D Singolare - Doppio | Petr Korda Karel Nováček 3-6 7-5 7-5    | Jan Siemerink Daniel Vacek     | Anders Järryd Patrik Kühnen   | Michael Stich Aleksandr Volkov Jean-Philippe Fleurian Cédric Pioline |
| 7 ottobre  | Tel Aviv Open 1991 Tel Aviv, Israele 125 000 $ - Cemento - 32S/16D Singolare - Doppio                       | Leonardo Lavalle 6-2 3-6 6-3            | Christo van Rensburg           | Bryan Shelton Gilad Bloom     | Andrej Čerkasov Peter Nyborg Olivier Delaître Johan Carlsson         |
| 7 ottobre  | Tel Aviv Open 1991 Tel Aviv, Israele 125 000 $ - Cemento - 32S/16D Singolare - Doppio                       | David Rikl Michiel Schapers 6-2 6-7 6-3 | Javier Frana Leonardo Lavalle  | Bryan Shelton Gilad Bloom     | Andrej Čerkasov Peter Nyborg Olivier Delaître Johan Carlsson         |
| 14 ottobre | Vienna Open 1991 Vienna, Austria 225 000 $ - Sintetico (i) - 32S/16D Singolare - Doppio                     | Michael Stich 6-4 6-4 6-4               | Jan Siemerink                  | Petr Korda Carl-Uwe Steeb     | Anders Järryd Aaron Krickstein Javier Frana Horst Skoff              |
| 14 ottobre | Vienna Open 1991 Vienna, Austria 225 000 $ - Sintetico (i) - 32S/16D Singolare - Doppio                     | Anders Järryd Gary Muller 6-4 7-5       | Jakob Hlasek Patrick McEnroe   | Petr Korda Carl-Uwe Steeb     | Anders Järryd Aaron Krickstein Javier Frana Horst Skoff              |
| 14 ottobre | Grand Prix de Tennis de Lyon 1991 Lione, Francia 450 000 $ - Sintetico (i) - 32S/16D Singolare - Doppio     | Pete Sampras 6-1 6-1                    | Olivier Delaître               | Sergi Bruguera Brad Gilbert   | Johan Kriek Kevin Curren Alberto Mancini Jonas Svensson              |
| 14 ottobre | Grand Prix de Tennis de Lyon 1991 Lione, Francia 450 000 $ - Sintetico (i) - 32S/16D Singolare - Doppio     | Tom Nijssen Cyril Suk 7-6 6-3           | Steve DeVries David Macpherson | Sergi Bruguera Brad Gilbert   | Johan Kriek Kevin Curren Alberto Mancini Jonas Svensson              |
| 21 ottobre | Philips Open 1991 Guarujá, Brasile 125 000 $ - Terra - 32S/16D Singolare - Doppio                           | Javier Frana 2-6 7-6(1) 6-3             | Markus Zoecke                  | Francisco Roig Carlos Costa   | Bart Wuyts Maurice Ruah Andrés Gómez German Lopez                    |
| 21 ottobre | Philips Open 1991 Guarujá, Brasile 125 000 $ - Terra - 32S/16D Singolare - Doppio                           | Jacco Eltingh Paul Haarhuis 6-3 7-5     | Bret Garnett Todd Nelson       | Francisco Roig Carlos Costa   | Bart Wuyts Maurice Ruah Andrés Gómez German Lopez                    |
| 21 ottobre | Stockholm Open 1991 Stoccolma, Svezia 840 000 $ - Sintetico (i) - 32S/16D Singolare - Doppio                | Boris Becker 3-6 6-4 1-6 6-2 6-2        | Stefan Edberg                  | Aaron Krickstein Jim Courier  | Richey Reneberg Goran Ivanišević Petr Korda Pete Sampras             |
| 21 ottobre | Stockholm Open 1991 Stoccolma, Svezia 840 000 $ - Sintetico (i) - 32S/16D Singolare - Doppio                | John Fitzgerald Anders Järryd 7-5 6-3   | Tom Nijssen Cyril Suk          | Aaron Krickstein Jim Courier  | Richey Reneberg Goran Ivanišević Petr Korda Pete Sampras             |
| 28 ottobre | ATP Buzios 1991 Armação dos Búzios, Brasile 147 500 $ - Terra - 32S/16D Singolare - Doppio                  | Jordi Arrese 1-6 6-4 6-0                | Jaime Oncins                   | Francisco Roig Javier Sánchez | Markus Zoecke Thomas Muster Francisco Clavet Guillermo Pérez Roldán  |
| 28 ottobre | ATP Buzios 1991 Armação dos Búzios, Brasile 147 500 $ - Terra - 32S/16D Singolare - Doppio                  | Sergio Casal Emilio Sánchez 4-6 6-3 6-4 | Javier Frana Leonardo Lavalle  | Francisco Roig Javier Sánchez | Markus Zoecke Thomas Muster Francisco Clavet Guillermo Pérez Roldán  |
| 28 ottobre | Paris Open 1991 Parigi, Francia 1 650 000 $ - Sintetico (i) - 48S/24D Singolare - Doppio                    | Guy Forget 7–6(9) 4-6 5-7 6-4 6-4       | Pete Sampras                   | Michael Chang Jonas Svensson  | Petr Korda Aleksandr Volkov Omar Camporese Karel Nováček             |
| 28 ottobre | Paris Open 1991 Parigi, Francia 1 650 000 $ - Sintetico (i) - 48S/24D Singolare - Doppio                    | John Fitzgerald Anders Järryd 7-6 6-4   | Kelly Jones Rick Leach         | Michael Chang Jonas Svensson  | Petr Korda Aleksandr Volkov Omar Camporese Karel Nováček             |

### Novembre
| Settimana   | Torneo                                                                                          | Vincitore                                        | Finalista                                     | Semifinalisti                    | Eliminati ai quarti                                         |
| ----------- | ----------------------------------------------------------------------------------------------- | ------------------------------------------------ | --------------------------------------------- | -------------------------------- | ----------------------------------------------------------- |
| 4 novembre  | ATP San Paolo 1991 San Paolo, Brasile 225 000 $ Singolare - Doppio                              | Christian Miniussi 2-6 6-3 6-4                   | Jaime Oncins                                  | Francisco Clavet Andrés Gómez    | Eduardo Masso Danilo Marcelino Gabriel Markus Felipe Rivera |
| 4 novembre  | ATP San Paolo 1991 San Paolo, Brasile 225 000 $ Singolare - Doppio                              | Andrés Gómez Santos Jaime Oncins 6-4 6-4         | Jorge Lozano Cássio Motta                     | Francisco Clavet Andrés Gómez    | Eduardo Masso Danilo Marcelino Gabriel Markus Felipe Rivera |
| 4 novembre  | Birmingham Open 1991 Birmingham, Gran Bretagna 450 000 $ Singolare - Doppio                     | Michael Chang 6-3 6-2                            | Guillaume Raoux                               | Richey Reneberg Thierry Champion | Ronald Agénor Wayne Ferreira MaliVai Washington Tom Nijssen |
| 4 novembre  | Birmingham Open 1991 Birmingham, Gran Bretagna 450 000 $ Singolare - Doppio                     | Jacco Eltingh Paul Wekesa 7-5 7-5                | Ronnie Båthman Rikard Bergh                   | Richey Reneberg Thierry Champion | Ronald Agénor Wayne Ferreira MaliVai Washington Tom Nijssen |
| 4 novembre  | Kremlin Cup 1991 Mosca, Unione Sovietica 297 000 $ - Sintetico (i) - 32S/16D Singolare - Doppio | Andrej Čerkasov 7–6(2) 3-6 7–6(5)                | Jakob Hlasek                                  | Marcos Górriz Aleksandr Volkov   | Carl-Uwe Steeb Marc Rosset Jan Siemerink Jim Grabb          |
| 4 novembre  | Kremlin Cup 1991 Mosca, Unione Sovietica 297 000 $ - Sintetico (i) - 32S/16D Singolare - Doppio | Eric Jelen Carl-Uwe Steeb 6-4 7-6                | Andrej Čerkasov Aleksandr Vladimirovič Volkov | Marcos Górriz Aleksandr Volkov   | Carl-Uwe Steeb Marc Rosset Jan Siemerink Jim Grabb          |
| 12 novembre | ATP Tour World Championships 1991 Francoforte, Germania Sintetico indoor Singolare - Doppio     | Pete Sampras 3-6 7-6 6-3                         | Jim Courier                                   | Ivan Lendl Andre Agassi          |                                                             |
| 12 novembre | ATP Tour World Championships 1991 Francoforte, Germania Sintetico indoor Singolare - Doppio     | John Fitzgerald Anders Järryd 6-4, 6-4, 2-6, 6-4 | Ken Flach Robert Seguso                       | Ivan Lendl Andre Agassi          |                                                             |

### Dicembre
| Settimana   | Torneo                                                                                       | Vincitore                 | Finalista     | Semifinalisti            | Eliminati ai quarti                                     |
| ----------- | -------------------------------------------------------------------------------------------- | ------------------------- | ------------- | ------------------------ | ------------------------------------------------------- |
| 10 dicembre | Grand Slam Cup 1991 Monaco di Baviera, Germania Grand Slam Cup Sintetico (i) - 16S Singolare | David Wheaton 7-5 6-2 6-4 | Michael Chang | Ivan Lendl Michael Stich | Patrick McEnroe Jakob Hlasek Guy Forget Todd Woodbridge |

## Debutti
- Alberto Berasategui
- Byron Black
- Jonas Björkman
- Àlex Corretja
- Hendrik Dreekman
- Thomas Enqvist
- Hernán Gumy
- Andrij Medvedjev
- Daniel Nestor
- Leander Paes
- David Prinosil
- Patrick Rafter
- Greg Rusedski
- Christian Ruud